# Chapeau de triomphe

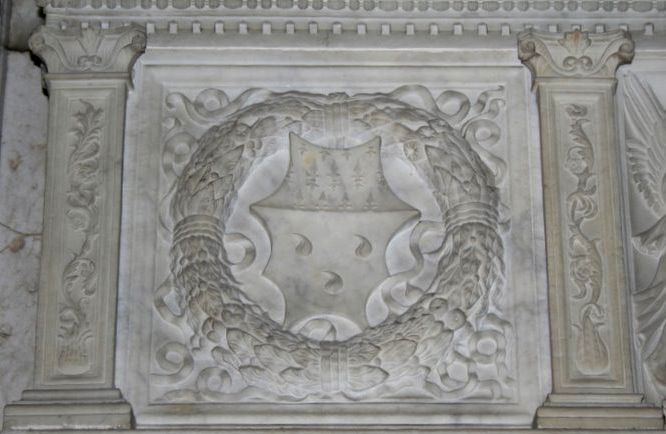
Chapeau de triomphe de feuilles et baies de laurier, tressé de rubans, entourant le blason de la famille Colleoni, dans leur chapelle à Bergame.

Un chapeau de triomphe est un ornement décoratif en forme de guirlande qui peut contenir un écu, une devise, des armes, etc.. La guirlande peut être végétale, florale ou composée de fruits ou de feuilles et baies de  laurier, quelques fois de feuilles de chêne et de glands.
Ce type d'encadrement, qui appartient au répertoire décoratif du second quart du XVe siècle italien, a été repris dans l'architecture de la Renaissance française sous le règne de François Ier au début du XVIe siècle, où il peut être meublé d'un profil en médaillon, voire d'un petit buste en ronde-bosse. 